# Cumbalia octomaculata
Genre
Espèce
Cumbalia octomaculata, unique représentant du genre Cumbalia, est une espèce d'opilions laniatores de la famille des Cosmetidae. 
Selon World Catalogue of Opiliones (30/03/2025), c'est un synonyme junior de Rhaucoides riveti Roewer, 1914 en Medrano, García & Kury, 2022.

## Distribution
Auparavant, l'espèce était endémique du département de Nariño en Colombie. Elle se rencontre vers Cumbal. Cependant, après révision, la gamme est étendue à Équateur, Carchi & Imbabura.

## Description
La femelle holotype mesure 6 mm.

## Publication originale
- Roewer, 1963 : « Opiliones aus Peru und Colombien. Arachnida Arthrogastra aus Peru V. » Senckenbergiana biologica, vol. 44, p. 5–72.